# Albanian Airlines
Albanian Airlines – zlikwidowane albańskie narodowe linie lotnicze z siedzibą w Tiranie. Obsługiwały połączenia z 8 krajami. Głównym węzłem był port lotniczy Tirana.

## Historia
Albanian Airlines powstały w maju 1991 pod nazwą Arberia Airlines i były prywatną linią lotniczą polityków komunistycznej Albanii. Później zostały przemianowane na Albanian Airlines i zaczęły regularne loty pasażerskie 20 czerwca 1995. Rozpoczęcie usług pasażerskich było wspólnym przedsięwzięciem państwowego Albtransport i austriackich linii lotniczych Tyrolean Airways, które udostępniły maszynę dash 8 (OE-LLI). Samolot początkowo obsługiwali kanadyjscy piloci i mechanicy z austriackimi licencjami. Tyrolean Airways wycofały się w 1997, zabierając ze sobą samolot.
W tym samym roku Albanian Airlines zostały sprzedane kuwejckiej spółce M.A. Kharafi & Sons Group, co poskutkowało restrukturyzacją i rozpoczęciem lotów Airbusem A320 wyleasingowanym od egipskich linii Shorouk Air.
W 2001 roku Albanian Airlines posiadały już w swojej flocie 4 samoloty typu Tupolev 134, które regularnie latały ze stolicy Albanii – Tirany do Bolonii, Frankfurtu, Istambułł, Prisztiny, Rzymu i Zurychu.
W lipcu 2001 Albanian Airlines zaczęły stopniowo wycofywać tupolewy ze swojej floty i jeszcze tego samego roku zakupiły swojego pierwszego BAe 146. Kolejne zostały zakupione w latach 2003 i 2004.
14 sierpnia 2009 udziałowcami Albanian Airlines zostali: Turkish Evsen Group of Companies (Turcja; 93%) i Advanced Construction Group (Albania;7%). Ta decyzja przyniosła liniom nowe logo, dodatkowe trasy i samoloty.
9 września 2009 linie zapowiedziały planowane nowe trasy – do Paryża, Amsterdamu, Rzymu, Dżuddy i Pekinu, a w późniejszym czasie również do Stanów Zjednoczonych.
W 2011 roku linie ogłosiły upadłość.

## Flota
- 3 samoloty typu BAe 146[2]

## Porty docelowe
- Arabia Saudyjska
  - Dżudda
- Albania
  - Tirana (port lotniczy Tirana) węzeł
- Belgia
  - Bruksela (port lotniczy Bruksela)
- Grecja
  - Ateny (port lotniczy Ateny)
- Kosowo
  - Prisztina (port lotniczy Prisztina)
- Niemcy
  - Frankfurt (port lotniczy Frankfurt)
- Turcja
  - Stambuł (port lotniczy Stambuł-Atatürk)
  - Antalya (port lotniczy Antalya)
- Wielka Brytania
  - Londyn (port lotniczy Londyn-Stansted)
- Włochy
  - Bolonia (port lotniczy Bolonia)
  - Mediolan – (Port lotniczy Mediolan-Malpensa)
  - Rimini (port lotniczy Rimini)
  - Rzym (port lotniczy Rzym-Fiumicino)
  - Turyn (port lotniczy Turyn)